# São José de Mipibu
São José de Mipibù è un comune del Brasile nello Stato del Rio Grande do Norte, parte della mesoregione del Leste Potiguar e della microregione di Macaíba.